# UCI Europe Tour 2024
El UCI Europe Tour 2024 fue la decimonovena edición del calendario ciclístico internacional europeo. Se inició el 20 de enero de 2024 en España, con el Gran Premio Valencia y finalizó el 13 de octubre de 2024 con el Chrono des Nations en Francia. En principio, se disputarán 235 competencias, otorgando puntos a los primeros clasificados de las etapas y a la clasificación final, aunque el calendario pudo sufrir modificaciones a lo largo de la temporada con la inclusión de nuevas carreras o exclusión de otras.

## Equipos
Los equipos que pueden participar en las diferentes carreras depende de la categoría de las mismas. Los equipos UCI WorldTeam y UCI ProTeam, tienen cupo limitado para competir de acuerdo al año correspondiente establecido por la UCI, los equipos Equipos UCI Continentales y selecciones nacionales no tienen restricciones de participación:
| Categoría      | Categoría                       | Equipos                                                                                    |
| -------------- | ------------------------------- | ------------------------------------------------------------------------------------------ |
| .1             | 1.1 (Carrera de un día)         | * UCI WorldTeam (max 50%) * UCI ProTeam * Continentales * Selecciones nacionales           |
| .1             | 2.1 (Carrera de varios días)    | * UCI WorldTeam (max 50%) * UCI ProTeam * Continentales * Selecciones nacionales           |
| .2             | 1.2 (Carrera de un día)         | * UCI ProTeam * Continentales * Selecciones nacionales * Selecciones regionales * Amateurs |
| .2             | 2.2 (Carrera de varios días)    | * UCI ProTeam * Continentales * Selecciones nacionales * Selecciones regionales * Amateurs |
| .Ncup (sub-23) | 1.Ncup (Carrera de un día)      | * Selecciones nacionales * Selecciones mixtas                                              |
| .Ncup (sub-23) | 2.Ncup (Carrera de varios días) | * Selecciones nacionales * Selecciones mixtas                                              |

## Calendario
Las siguientes son las carreras que componen el calendario UCI Europe Tour para la temporada 2024 aprobado por la UCI.

### Enero
| UCI Europe Tour 2024 - enero |                                    |       |                     |                                 |
| Fecha                        | Carrera                            | Clase | Ganador             | Equipo                          |
| ---------------------------- | ---------------------------------- | ----- | ------------------- | ------------------------------- |
| 20                           | Gran Premio Valencia               | 1.1   | Dylan Groenewegen   | Jayco AlUla                     |
| 21                           | Gran Premio Castellón              | 1.1   | Michael Matthews    | Jayco AlUla                     |
| 24                           | Trofeo Calviá                      | 1.1   | Simon Carr          | EF Education-EasyPost           |
| 25                           | Trofeo Las Salinas-Felanich        | 1.1   | Paul Magnier        | Soudal Quick-Step               |
| 26                           | Trofeo Serra de Tramuntana         | 1.1   | Lennert Van Eetvelt | Lotto Dstny                     |
| 27                           | Trofeo Pollença-Port d’Andratx     | 1.1   | Pelayo Sánchez      | Movistar                        |
| 27                           | Gran Premio Antalya                | 1.2   | Binyan Ma           | China Glory-Mentech Continental |
| 28                           | Trofeo Palma                       | 1.1   | Gerben Thijssen     | Intermarché-Wanty               |
| 28                           | Gran Premio Ciclista La Marsellesa | 1.1   | Kevin Geniets       | Groupama-FDJ                    |
| 31-4                         | Estrella de Bessèges               | 2.1   | Mads Pedersen       | Lidl-Trek                       |

### Febrero
| UCI Europe Tour 2024 - febrero |                               |       |                  |                                   |
| Fecha                          | Carrera                       | Clase | Ganador          | Equipo                            |
| ------------------------------ | ----------------------------- | ----- | ---------------- | --------------------------------- |
| 3                              | Gran Premio Templo Apollon    | 1.2   | Binyan Ma        | China Glory-Mentech Continental   |
| 8-11                           | Tour La Provence              | 2.1   | Mads Pedersen    | Lidl-Trek                         |
| 8-11                           | Tour de Antalya               | 2.1   | Davide Piganzoli | Polti Kometa                      |
| 10                             | Vuelta a Murcia               | 1.1   | Ben O'Connor     | Decathlon AG2R La Mondiale        |
| 12                             | Clásica Jaén Paraíso Interior | 1.1   | Oier Lazkano     | Movistar                          |
| 16                             | Clásica Var                   | 1.1   | Lenny Martinez   | Groupama-FDJ                      |
| 17-18                          | Tour de los Alpes Marítimos   | 2.1   | Benoît Cosnefroy | Decathlon AG2R La Mondiale        |
| 22-25                          | O Gran Camiño                 | 2.1   | Jonas Vingegaard | Visma \| Lease a Bike             |
| 25                             | Tour de Alanya                | 1.2   | Julien Trarieux  | China Glory-Mentech Continental   |
| 27                             | Le Samyn                      | 1.1   | Laurenz Rex      | Intermarché-Wanty                 |
| 28                             | Trofej Umag-Umag Trophy       | 1.2   | Matthew Brennan  | Visma \| Lease a Bike Development |

### Marzo
| UCI Europe Tour 2024 - marzo |                                    |       |                     |                                        |
| Fecha                        | Carrera                            | Clase | Ganador             | Equipo                                 |
| ---------------------------- | ---------------------------------- | ----- | ------------------- | -------------------------------------- |
| 2                            | Gran Premio Criquielion            | 1.1   | Alec Segaert        | Lotto Dstny                            |
| 2                            | Gran Premio Syedra Ancient City    | 1.2   | Xianjing Lyu        | China Glory-Mentech Continental        |
| 2                            | Tour des 100 Communes              | 1.2   | Halvor Dolven       | Uno-X Mobility Development             |
| 2                            | Ster van Zwolle                    | 1.2   | Nicklas Pedersen    | TDT-Unibet                             |
| 2-3                          | Visit South Aegean Islands         | 2.2   | André Drege         | Coop-Repsol                            |
| 3                            | Gran Premio Jean-Pierre Monseré    | 1.1   | Jarne Van de Paar   | Lotto Dstny                            |
| 3                            | Gran Premio Villa de Lillers       | 1.2   | Emmanuel Morin      | Van Rysel-Roubaix                      |
| 3                            | Porec Trophy                       | 1.2   | Matthew Brennan     | Visma \| Lease a Bike Development      |
| 7-10                         | Istrian Spring Trophy              | 2.2   | Noa Isidore         | Decathlon AG2R La Mondiale Development |
| 9                            | Gran Premio Internacional de Rodas | 1.2   | Tyler Stites        | Project Echelon Racing                 |
| 14-17                        | Vuelta a Rodas                     | 2.2   | André Drege         | Coop-Repsol                            |
| 15                           | Youngster Coast Challenge          | 1.2U  | Niklas Behrens      | Lidl-Trek Future Racing                |
| 16                           | Clásica de Loire-Atlantique        | 1.1   | Paul Lapeira        | Decathlon AG2R La Mondiale             |
| 17                           | Gran Premio Cholet-Pays de Loire   | 1.1   | Paul Lapeira        | Decathlon AG2R La Mondiale             |
| 17                           | Clásica de Arrábida                | 1.2   | Joseba López        | Caja Rural-Seguros RGA                 |
| 17                           | Dorpenomloop Rucphen               | 1.2   | Johan Dorussen      | Development dsm-firmenich PostNL       |
| 17                           | Gran Premio Eslovenia Istria       | 1.2   | Marcin Budziński    | Mazowsze Serce Polski                  |
| 17                           | La Popolarissima                   | 1.2   | Daniel Skerl        | CTF Victorious                         |
| 19-23                        | Settimana Coppi e Bartali          | 2.1   | Koen Bouwman        | Visma \| Lease a Bike                  |
| 19                           | Gran Premio Brda-Collio            | 1.2   | Marcin Budziński    | Mazowsze Serce Polski                  |
| 20-24                        | Tour de Olympia                    | 2.2   | Tim Torn Teutenberg | Lidl-Trek Future Racing                |
| 20-24                        | Vuelta al Alentejo                 | 2.2   | Eduard Prades       | Caja Rural-Seguros RGA                 |
| 21                           | GP Goriska & Vipava Valley         | 1.2   | Mattia Negrente     | Astana Qazaqstan Development           |
| 24                           | La Roue Tourangelle                | 1.1   | Jason Tesson        | TotalEnergies                          |
| 24                           | Gran Premio Adria Mobil            | 1.2   | Žak Eržen           | CTF Victorious                         |
| 27                           | París-Camembert                    | 1.1   | Benoît Cosnefroy    | Decathlon AG2R La Mondiale             |
| 29                           | Route Adélie                       | 1.1   | Jenthe Biermans     | Arkéa-B&B Hotels                       |
| 30                           | Volta NXT Classic                  | 1.1   | Timo Kielich        | Alpecin-Deceuninck                     |

### Abril
| UCI Europe Tour 2024 - abril |                                           |       |                         |                                   |
| Fecha                        | Carrera                                   | Clase | Ganador                 | Equipo                            |
| ---------------------------- | ----------------------------------------- | ----- | ----------------------- | --------------------------------- |
| 1                            | Giro del Belvedere                        | 1.2U  | Gal Glivar              | UAE Emirates Gen Z                |
| 2                            | Gran Premio Palio del Recioto             | 1.2U  | Alessandro Pinarello    | VF Group Bardiani-CSF Faizanè     |
| 2-5                          | Tour de la Región de los Países del Loira | 2.1   | Marijn van den Berg     | EF Education-EasyPost             |
| 4-7                          | Circuito de las Ardenas                   | 2.2   | Joseph Blackmore        | Israel Premier Tech Academy       |
| 4-7                          | Tour de Mersin                            | 2.2   | Marcin Budziński        | Mazowsze Serce Polski             |
| 7                            | Trofeo Piva                               | 1.2U  | Pavel Novák             | MBH Bank Colpack Ballan           |
| 7                            | París-Roubaix sub-23                      | 1.2U  | Tim Torn Teutenberg     | Lidl-Trek Future Racing           |
| 9-12                         | Giro de los Abruzzos                      | 2.1   | Alexey Lutsenko         | Astana Qazaqstan                  |
| 10-14                        | Tour de Loir-et-Cher                      | 2.2   | Emil Toudal             | ColoQuick                         |
| 12                           | Clásica Grand Besançon Doubs              | 1.1   | Lenny Martinez          | Groupama-FDJ                      |
| 13                           | Tour de Jura                              | 1.1   | David Gaudu             | Groupama-FDJ                      |
| 13                           | Memorial Arno Wallaard                    | 1.2   | Pete Uptegrove          | Monda Vakantieparken-IJsselstreek |
| 13                           | Lieja-Bastoña-Lieja sub-23                | 1.2U  | Joseph Blackmore        | Israel Premier Tech Academy       |
| 14                           | Tour de Doubs                             | 1.1   | Lenny Martinez          | Groupama-FDJ                      |
| 14                           | Trofeo Ciudad de San Vendemiano           | 1.2U  | Florian Samuel Kajamini | MBH Bank Colpack Ballan           |
| 18-21                        | Belgrado-Bania Luka                       | 2.2   | Piotr Pekala            | Santic-Wibatech                   |
| 21                           | Gante-Wevelgem sub-23                     | 1.2U  | Huub Artz               | Wanty-ReUz-Technord               |
| 21                           | Giro de la Romagna                        | 1.1   | António Morgado         | UAE Emirates                      |
| 21                           | Giro de la Provincia de Biella            | 1.2   | Florian Samuel Kajamini | MBH Bank Colpack Ballan           |
| 25                           | Gran Premio della Liberazione             | 1.2U  | Davide Donati           | Biesse-Carrera                    |
| 25-1                         | Tour de Bretaña                           | 2.2   | Jakob Söderqvist        | Lidl-Trek Future Racing           |
| 26-28                        | Vuelta a Asturias                         | 2.1   | Isaac Del Toro          | UAE Emirates                      |
| 28                           | Gran Premio del Somme                     | 1.2   | Corentin Devroute       | SCO Dijon-Team Matériel-Velo.com  |
| 28                           | Famenne Ardenne Classic                   | 1.1   | Arnaud De Lie           | Lotto Dstny                       |
| 28                           | Int. Raffeisenbank Kirschblütenrennen     | 1.2   | Lukáš Kubiš             | Elkov-Kasper                      |

### Mayo
| UCI Europe Tour 2024 - mayo |                                                     |       |                         |                                    |
| Fecha                       | Carrera                                             | Clase | Ganador                 | Equipo                             |
| --------------------------- | --------------------------------------------------- | ----- | ----------------------- | ---------------------------------- |
| 1                           | Omloop van het Waasland                             | 1.2   | Samuel Leroux           | Van Rysel-Roubaix                  |
| 1                           | Gran Premio Vorarlberg                              | 1.2   | Jaka Primožič           | Hrinkow Advarics                   |
| 1                           | Gran Premio de Fráncfort sub-23                     | 1.2U  | Wessel Mouris           | Metec-SOLARWATT p/b Mantel         |
| 1-5                         | Ronde d'Isard                                       | 2.2U  | Darren van Bekkum       | Visma \| Lease a Bike Development  |
| 3-5                         | Gran Premio de Fronteras y la Sierra de la Estrella | 2.2   | Artem Nych              | Sabgal Anicolor                    |
| 4                           | Sundvolden G. P.                                    | 1.2   | Idar Andersen           | Uno-X Mobility Development         |
| 4                           | Tour de Overijssel                                  | 1.2   | Declan Trezise          | ARA \| Skip Capital                |
| 5                           | Circuito del Porto-Trofeo Arvedi                    | 1.2   | Jakub Mareczko          | Corratec-Vini Fantini              |
| 5                           | Elfstedenronde                                      | 1.1   | Alexander Kristoff      | Uno-X Mobility                     |
| 5                           | Ringerike G. P.                                     | 1.2   | Idar Andersen           | Uno-X Mobility Development         |
| 8-12                        | Flèche du Sud                                       | 2.2   | Pim Ronhaar             | Baloise-Trek Lions                 |
| 9                           | Circuito de Valonia                                 | 1.1   | Arnaud De Lie           | Lotto Dstny                        |
| 11                          | Tour de Finisterre                                  | 1.1   | Benoît Cosnefroy        | Decathlon AG2R La Mondiale         |
| 11                          | Clásica de Silesia                                  | 1.2   | Jakub Otruba            | ATT Investments                    |
| 12                          | Gran Premio Industrias del Mármol                   | 1.2U  | Tommaso Dati            | Biesse-Carrera                     |
| 12                          | Boucles de l'Aulne                                  | 1.1   | Axel Zingle             | Cofidis                            |
| 12                          | Flecha de las Ardenas                               | 1.1   | Milan Donie             | Lotto Dstny Development            |
| 15-19                       | Tour de Grecia                                      | 2.1   | Riccardo Zoidl          | Felt Felbermayr                    |
| 16-19                       | Tour de Sakarya                                     | 2.2   | Willie Smit             | China Glory-Mentech Continental    |
| 18                          | Veenendaal Veenendaal Classic                       | 1.1   | Tord Gudmestad          | Uno-X Mobility                     |
| 19                          | Antwerp Port Epic                                   | 1.1   | Alexander Kristoff      | Uno-X Mobility                     |
| 19                          | GP Gorenjska                                        | 1.2   | Michal Schuran          | ATT Investments                    |
| 20                          | París-Troyes                                        | 1.2   | Liam Walsh              | BridgeLane                         |
| 20                          | Tour de Limburgo                                    | 1.1   | Dylan Groenewegen       | Jayco AlUla                        |
| 20-24                       | Tour de Albania                                     | 2.2   | Veljko Stojnić          | Selección de Serbia                |
| 22-26                       | Alpes Isère Tour                                    | 2.2   | Jarno Widar             | Lotto Dstny Development            |
| 23-26                       | Tour de la Mirabelle                                | 2.2   | Oscar Nilsson-Julien    | AVC Aix-en-Provence                |
| 24-25                       | Tour de Estonia                                     | 2.1   | Siim Kiskonen           | Voltas-Tartu 2024 by CCN           |
| 25                          | Gran Premio Santa Rita                              | 1.2   | Kyrylo Tsarenko         | Corratec-Vini Fantini              |
| 25                          | Gran Premio Herning                                 | 1.2   | Rasmus Søjberg Pedersen | Selección de Dinamarca             |
| 26                          | Trofeo Ciudad de Castelfidardo                      | 1.2   | Francesco Della Lunga   | Hopplà-Petroli Firenze-Don Camillo |
| 26                          | Omloop der Kempen                                   | 1.2   | Martijn Rasenberg       | Parkhotel Valkenburg               |
| 26                          | Vuelta a Colonia                                    | 1.1   | Casper van Uden         | dsm-firmenich PostNL               |
| 26                          | Tour de Fyen                                        | 1.2   | Lasse Norman Leth       | CO:PLAY-Giant Store                |
| 29                          | Mercan'Tour Classic Alpes-Maritimes                 | 1.1   | Lenny Martinez          | Groupama-FDJ                       |
| 30-2                        | Ronde de l'Oise                                     | 2.2   | Pierre Barbier          | Philippe Wagner-Bazin              |
| 30-2                        | Tour de Malopolska                                  | 2.2   | Riccardo Zoidl          | Felt Felbermayr                    |

### Junio
| UCI Europe Tour 2024 - junio |                                                        |       |                        |                                    |
| Fecha                        | Carrera                                                | Clase | Ganador                | Equipo                             |
| ---------------------------- | ------------------------------------------------------ | ----- | ---------------------- | ---------------------------------- |
| 1                            | Flecha de Heist                                        | 1.1   | Alexander Kristoff     | Uno-X Mobility                     |
| 2                            | Coppa della Pace                                       | 1.2U  | Kevin Pezzo Rosola     | General Store-Essegibi-F.Lli Curia |
| 5-9                          | ZLM Tour                                               | 2.1   | Rune Herregodts        | Intermarché-Wanty                  |
| 5-9                          | Tour de Lituania                                       | 2.2   | Kristiāns Belohvoščiks | Selección de Letonia               |
| 7                            | G. P. Kanton Aargau                                    | 1.1   | Maxim Van Gils         | Lotto Dstny                        |
| 9-16                         | Giro de Italia Next Gen                                | 2.2U  | Jarno Widar            | Lotto Dstny Development            |
| 12-16                        | Tour de Kurpie                                         | 2.2   | Tobiasz Pawlak         | Mazowsze Serce Polski              |
| 13-16                        | Tour de Alta Austria                                   | 2.2   | Adrien Maire           | TDT-Unibet                         |
| 26-28                        | Carrera de la Solidaridad y de los Campeones Olímpicos | 2.2   | Tobiasz Pawlak         | Mazowsze Serce Polski              |
| 26-30                        | Tour de Eslovaquia                                     | 2.1   | Mauro Schmid           | Jayco AlUla                        |
| 30                           | Midden Brabant-Poort Omloop                            | 1.2   | Floris Van Tricht      | Israel-Premier Tech Academy        |
| 30                           | Clásica SD WORX BW                                     | 1.2   | Laurens Sweeck         | Alpecin-Deceuninck Development     |

### Julio
| UCI Europe Tour 2024 - julio |                                           |       |                    |                                           |
| Fecha                        | Carrera                                   | Clase | Ganador            | Equipo                                    |
| ---------------------------- | ----------------------------------------- | ----- | ------------------ | ----------------------------------------- |
| 2                            | Trofeo Ciudad de Brescia                  | 1.2   | Manuel Oioli       | Q36.5 Continental                         |
| 2-7                          | Vuelta a Austria                          | 2.1   | Diego Ulissi       | UAE Emirates                              |
| 6                            | Gran Premio Yıldızdağı                    | 1.2   | Samet Bulut        | Istanbul Büyükșehir Belediye Spor Türkiye |
| 6                            | Visegrad 4 Kerekparverseny                | 1.2   | Tilen Finkšt       | Adria Mobil                               |
| 6-9                          | Tour de Sibiu                             | 2.1   | Florian Lipowitz   | Red Bull-BORA-hansgrohe                   |
| 7                            | Visegrad 4 Bicycle Race-GP Slovakia       | 1.2   | Martin Voltr       | Pierre Baguette                           |
| 7                            | Giro del Medio Brenta                     | 1.2   | Sergio Meris       | MBH Bank Colpack Ballan                   |
| 11-14                        | Trofeo Joaquim Agostinho                  | 2.2   | Orluis Aular       | Caja Rural-Seguros RGA                    |
| 13                           | Gran Premio Kültepe                       | 1.2   | Maximilian Stedman | Istanbul Büyükșehir Belediye Spor Türkiye |
| 13-15                        | Tour de l'Ain                             | 2.1   | Alexander Cepeda   | EF Education-EasyPost                     |
| 14                           | Giro de los Apeninos                      | 1.1   | Jan Christen       | UAE Emirates                              |
| 15                           | Clásica Tierras del Ebro                  | 1.2   | Abel Balderstone   | Caja Rural-Seguros RGA                    |
| 17-21                        | Giro del Valle de Aosta                   | 2.2U  | Jarno Widar        | Lotto Dstny Development                   |
| 20                           | Visegrad 4 Bicycle Race-GP Czech Republic | 1.2   | Martin Voltr       | Pierre Baguette                           |
| 21                           | Gran Premio de la Villa de Pérenchies     | 1.2   | Théo Delacroix     | Saint Michel-Mavic-Auber93                |
| 21                           | Visegrad 4 Bicycle Race-GP Poland         | 1.2   | Lukáš Kubiš        | Elkov-Kasper                              |
| 23                           | Clásica a Castilla y León                 | 1.1   | Caleb Ewan         | Jayco AlUla                               |
| 23                           | Memoriał Andrzeja Trochanowskiego         | 1.2   | Norbert Banaszek   | Mazowsze Serce Polski                     |
| 24-27                        | Dookoła Mazowsza                          | 2.2   | Bartłomiej Proć    | Santic-Wibatech                           |
| 24-28                        | Tour de Alsacia                           | 2.2   | Joris Delbove      | Saint Michel-Mavic-Auber93                |
| 24-4                         | Vuelta a Portugal                         | 2.1   | Artem Nych         | Sabgal Anicolor                           |
| 25-28                        | Tour de la República Checa                | 2.1   | Marc Hirschi       | UAE Emirates                              |
| 25                           | Clásica de Ordizia                        | 1.1   | Jan Christen       | UAE Emirates                              |
| 27-29                        | Kreiz Breizh Elites                       | 2.2   | Florian Dauphin    | Arkéa-B&B Hôtels Continentale             |
| 28                           | Puchar Ministra Obrony Narodowej          | 1.2   | Konrad Czabok      | Mazowsze Serce Polski                     |

### Agosto
| UCI Europe Tour 2024 - agosto |                                          |       |                      |                                           |
| Fecha                         | Carrera                                  | Clase | Ganador              | Equipo                                    |
| ----------------------------- | ---------------------------------------- | ----- | -------------------- | ----------------------------------------- |
| 4                             | Copa Max Ausnit                          | 1.2   | Kyrylo Tsarenko      | Corratec-Vini Fantini                     |
| 7-9                           | Tour de Szeklerland                      | 2.2   | Lev Gonov            | Astana Qazaqstan Development              |
| 11                            | Circuito de Guecho                       | 1.1   | Jon Barrenetxea      | Movistar                                  |
| 11                            | Polynormande                             | 1.1   | Paul Lapeira         | Decathlon AG2R La Mondiale                |
| 11                            | Gran Premio Sportivi di Poggiana         | 1.2U  | Jørgen Nordhagen     | Visma \| Lease a Bike Development         |
| 13-16                         | Tour de Limousin                         | 2.1   | Alex Baudin          | Decathlon AG2R La Mondiale                |
| 14-18                         | Tour de Rumania                          | 2.2   | Ilkhan Dostiyev      | Astana Qazaqstan Development              |
| 15                            | Tour de Lovaina-Memorial Jef Scherens    | 1.1   | Markus Hoelgaard     | Uno-X Mobility                            |
| 16                            | Gran Premio Capodarco                    | 1.2U  | Filippo d'Aiuto      | General Store-Essegibi-F.Lli Curia        |
| 20-23                         | Tour Poitou-Charentes en Nueva Aquitania | 2.1   | Søren Wærenskjold    | Uno-X Mobility                            |
| 21-24                         | Tour de la Batalla de Varsovia           | 2.2   | Alan Banaszek        | Mazowsze Serce Polski                     |
| 22-25                         | Tour de Bohemia del Oeste                | 2.2U  | Victor Vaneeckhoutte | Lotto Dstny Development                   |
| 23                            | Druivenkoers Overijse                    | 1.1   | Jelte Krijnsen       | Q36.5                                     |
| 23-1                          | Tour de Guadalupe                        | 2.2   | Kevin David Castillo | Sistecrédito                              |
| 24                            | Gran Premio Soğanlı                      | 1.2   | Natnael Berhane      | Istanbul Büyükșehir Belediye Spor Türkiye |
| 24-29                         | Tour de Bulgaria                         | 2.2   | Matteo Malucelli     | JCL Ukyo                                  |
| 25                            | Gran Premio Kaisareia                    | 1.2   | Benjamin Dyball      | Victoire Hiroshima                        |
| 25                            | Gran Premio de Plouay                    | 1.2   | Pierre Henry Basset  | CIC U Nantes Atlantique                   |
| 25                            | Ronde van de Achterhoek                  | 1.2   | Stian Rosenlund      | Airtox-Carl Ras                           |
| 28                            | Clásica del Muro de Geraardsbergen       | 1.1   | Jenno Berckmoes      | Lotto Dstny                               |
| 30-2                          | Tour de la Routhe Salvation              | 2.2   | Rutger Wouters       | Cycling Vlaanderen                        |
| 31-1                          | In the footsteps of the Romans           | 2.2   | Alin Toader          | Novák                                     |

### Septiembre
| UCI Europe Tour 2024 - septiembre |                                            |       |                     |                                        |
| Fecha                             | Carrera                                    | Clase | Ganador             | Equipo                                 |
| --------------------------------- | ------------------------------------------ | ----- | ------------------- | -------------------------------------- |
| 1                                 | Gran Premio de Kranj                       | 1.2   | Roman Ermakov       | CTF Victorious                         |
| 4-7                               | Giro del Friuli Venezia Giulia             | 2.2   | Jørgen Nordhagen    | Visma \| Lease a Bike Development      |
| 5-8                               | Vuelta a Bohemia Meridional                | 2.2   | Marcin Budziński    | Mazowsze Serce Polski                  |
| 7                                 | Gran Premio Rik Van Looy                   | 1.2   | Simon Dehairs       | Alpecin-Deceuninck Development         |
| 8                                 | Gran Premio Stad Halle                     | 1.2   | Federico Savino     | Soudal Quick-Step Devo                 |
| 11                                | Giro de Toscana                            | 1.1   | Clément Champoussin | Arkéa-B&B Hotels                       |
| 12-15                             | Tour de Estambul                           | 2.1   | Mathieu Burgaudeau  | TotalEnergies                          |
| 14                                | Memorial Marco Pantani                     | 1.1   | Marc Hirschi        | UAE Emirates                           |
| 15                                | Trofeo Matteotti                           | 1.1   | Orluis Aular        | Caja Rural-Seguros RGA                 |
| 15                                | Gran Premio de la Ville de Nogent-sur-Oise | 1.2   | Justin Ducret       | SCO Dijon-Team Matériel-Velo.com       |
| 15                                | Gran Premio de Isbergues                   | 1.1   | Arvid de Kleijn     | Tudor                                  |
| 20                                | Campeonato de Flandes                      | 1.1   | Tim Merlier         | Soudal Quick-Step                      |
| 22                                | París-Chauny                               | 1.1   | Arnaud Démare       | Arkéa-B&B Hotels                       |
| 22                                | Gooikse Pijl                               | 1.1   | Tim Merlier         | Soudal Quick-Step                      |
| 24                                | Ruota d'Oro                                | 1.2U  | Roman Ermakov       | CTF Victorious                         |
| 25                                | Circuito de Houtland                       | 1.1   | Max Walscheid       | Jayco AlUla                            |
| 27-29                             | Tour de Eure y Loir                        | 2.2   | Antoine L'Hote      | Decathlon AG2R La Mondiale Development |
| 28                                | Gran Premio Pino Cerami                    | 1.2   | Sente Sentjens      | Alpecin-Deceuninck Development         |

### Octubre
| UCI Europe Tour 2024 - octubre |                            |       |                    |                                        |
| Fecha                          | Carrera                    | Clase | Ganador            | Equipo                                 |
| ------------------------------ | -------------------------- | ----- | ------------------ | -------------------------------------- |
| 1                              | Binche-Chimay-Binche       | 1.1   | Arnaud De Lie      | Lotto Dstny                            |
| 1                              | Coppa Città di San Daniele | 1.2   | Jørgen Nordhagen   | Visma \| Lease a Bike Development      |
| 1-5                            | CRO Race                   | 2.1   | Brandon McNulty    | UAE Emirates                           |
| 2                              | Elfstedenrace              | 1.1   | Taco van der Hoorn | Intermarché-Wanty                      |
| 5                              | Piccolo Giro de Lombardía  | 1.2U  | Brieuc Rolland     | Groupama-FDJ Continental               |
| 6                              | París-Tours sub-23         | 1.2U  | Antoine L'Hote     | Decathlon AG2R La Mondiale Development |
| 6                              | Coppa Agostoni             | 1.1   | Marc Hirschi       | UAE Emirates                           |
| 11-13                          | Vuelta a Serbia            | 2.2   | Quinten Veling     | Wielerploeg Groot Amsterdam            |
| 13                             | Chrono des Nations sub-23  | 1.2U  | Jakob Söderqvist   | Lidl-Trek Future Racing                |
| 13                             | Chrono des Nations         | 1.1   | Stefan Küng        | Groupama-FDJ                           |

## Clasificaciones finales
- Nota:  Las clasificaciones finales son las siguientes:[4]

### Individual
| Posición | Corredor             | Equipo                  | Puntos |
| -------- | -------------------- | ----------------------- | ------ |
| 1.º      | Tadej Pogačar        | UAE Emirates            | 11655  |
| 2.º      | Remco Evenepoel      | Soudal Quick-Step       | 6072   |
| 3.º      | Jasper Philipsen     | Alpecin-Deceuninck      | 4790   |
| 4.º      | Mathieu van der Poel | Alpecin-Deceuninck      | 4053   |
| 5.º      | Marc Hirschi         | UAE Emirates            | 3618   |
| 6.º      | Jonas Vingegaard     | Team Visma-Lease a Bike | 3536   |
| 7.º      | Primož Roglič        | Red Bull-BORA-hansgrohe | 3471   |
| 8.º      | Wout van Aert        | Team Visma-Lease a Bike | 2925   |
| 9.º      | Enric Mas            | Movistar Team           | 2851   |
| 10.º     | Mads Pedersen        | Lidl-Trek               | 2723   |

| Posiciones 11.ª al 20.ª | Posiciones 11.ª al 20.ª | Posiciones 11.ª al 20.ª | Posiciones 11.ª al 20.ª |
| ----------------------- | ----------------------- | ----------------------- | ----------------------- |
| 11.º                    | Maxim Van Gils          | Lotto Dstny             | 2582                    |
| 12.º                    | Jonathan Milan          | Lidl-Trek               | 2490                    |
| 13.º                    | Arnaud De Lie           | Lotto Dstny             | 2485                    |
| 14.º                    | Tim Merlier             | Soudal Quick-Step       | 2407                    |
| 15.º                    | Mattias Skjelmose       | Lidl-Trek               | 2374                    |
| 16.º                    | Carlos Rodríguez        | INEOS Grenadiers        | 2290                    |
| 17.º                    | Adam Yates              | UAE Emirates            | 2243                    |
| 18.º                    | Mikel Landa             | Soudal Quick-Step       | 2097                    |
| 19.º                    | Juan Ayuso              | UAE Emirates            | 2083                    |
| 20.º                    | João Almeida            | UAE Emirates            | 2079                    |

### Equipos
| Posición | Equipo                 | Puntos |
| -------- | ---------------------- | ------ |
| 1.º      | Lotto Dstny            | 12120  |
| 2.º      | Israel-Premier Tech    | 11242  |
| 3.º      | Uno-X Mobility         | 8684   |
| 4.º      | Tudor Pro Cycling Team | 5753   |
| 5.º      | Team TotalEnergies     | 4897   |

### Países
| Posición | País      | Puntos |
| -------- | --------- | ------ |
| 1.º      | Bélgica   | 24311  |
| 2.º      | Eslovenia | 17765  |
| 3.º      | España    | 14583  |
| 4.º      | Francia   | 12288  |
| 5.º      | Dinamarca | 12013  |

### Países sub-23
| Posición | País        | Puntos  |
| -------- | ----------- | ------- |
| 1.º      | Bélgica     | 5646.43 |
| 2.º      | Francia     | 5082.71 |
| 3.º      | Reino Unido | 5068.86 |
| 4.º      | Italia      | 3182    |
| 5.º      | España      | 3099    |

## Evolución de las clasificaciones
| Fecha       | Clasificación individual | Clasificación por equipos | Clasificación por países | Clasificación por países sub-23 |
| ----------- | ------------------------ | ------------------------- | ------------------------ | ------------------------------- |
| 31 de enero |                          |                           |                          |                                 |